# الموسيقى الألزاسية
الموسيقى الألزاسية:

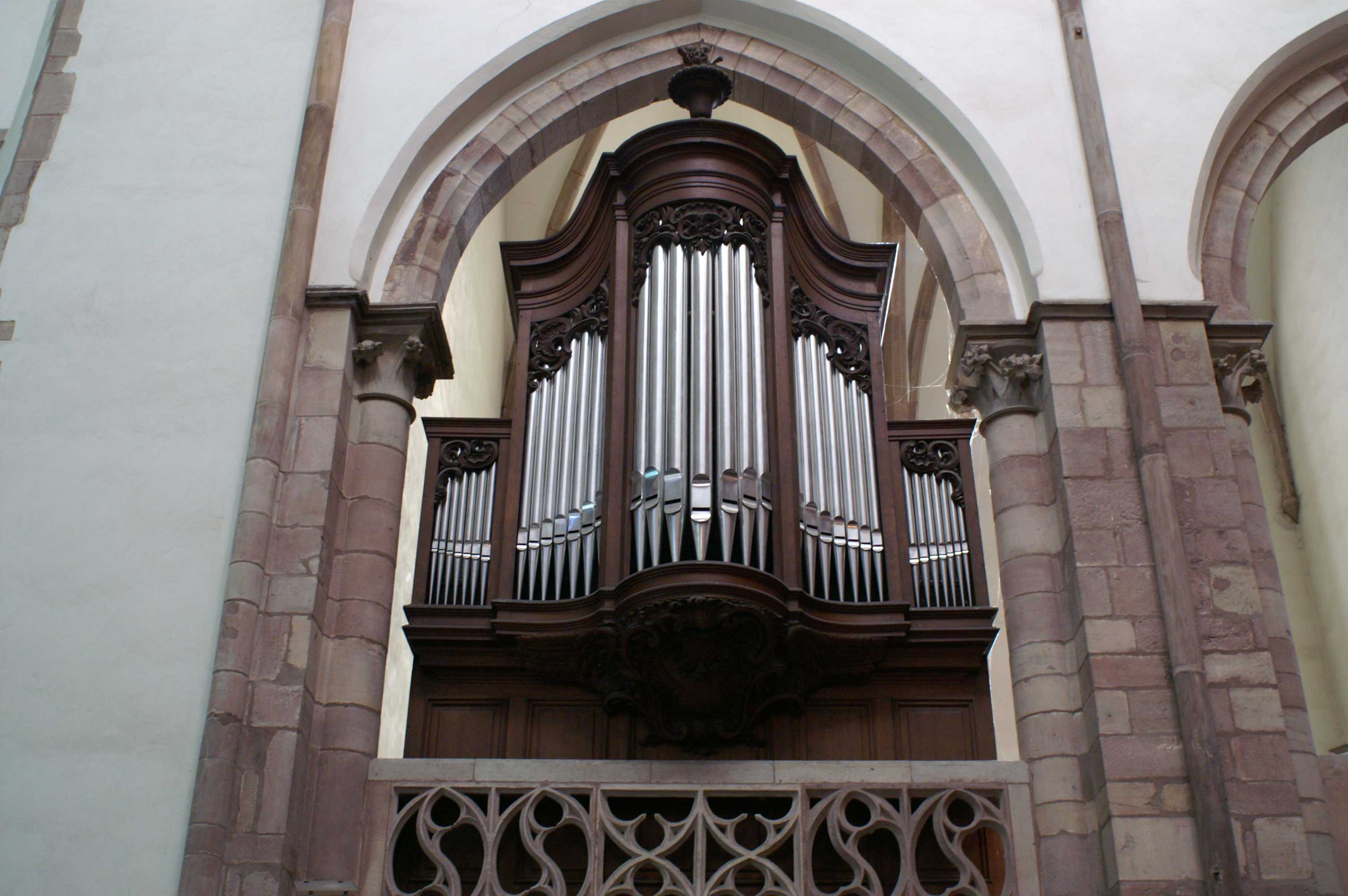
جهاز حسب شفايتسر

تمثل الموسيقى الألزاسية ألزاس. هذه الموسيقى هي تراث منطقة في فرنسا تميل بشكل طبيعي نحو أوروبا الشرقية بسبب قربها الثقافي والجغراف وهي في الأساس أوركسترا. هي قريبة من الموسيقى الألمانية والنمساوية والسويسرية والتشيكية. كما هو الحال في العديد من المناطق الأخرى، بعد انتهاء الحرب العالمية الثانية، تجدد الاهتمام بهذا النوع من الأحداث الفلكلورية.
تتميز ألزاس بثنائية اللغة وثنائية القومية، حيث كانت في بعض الأحيان فرنسية وفي بعض الأحيان ألمانية. منذ ذلك الحين، ظهرت اللغة الألزاسية، ولقرون، ارتبطت الألزاس أيضًا بعائلة هابسبورغ والإمبراطورية النمساوية المجرية، والتي جلبت بالطبع تأثيرها هنا أيضًا، لا سيما مع موسيقى شراميل النمساوية .

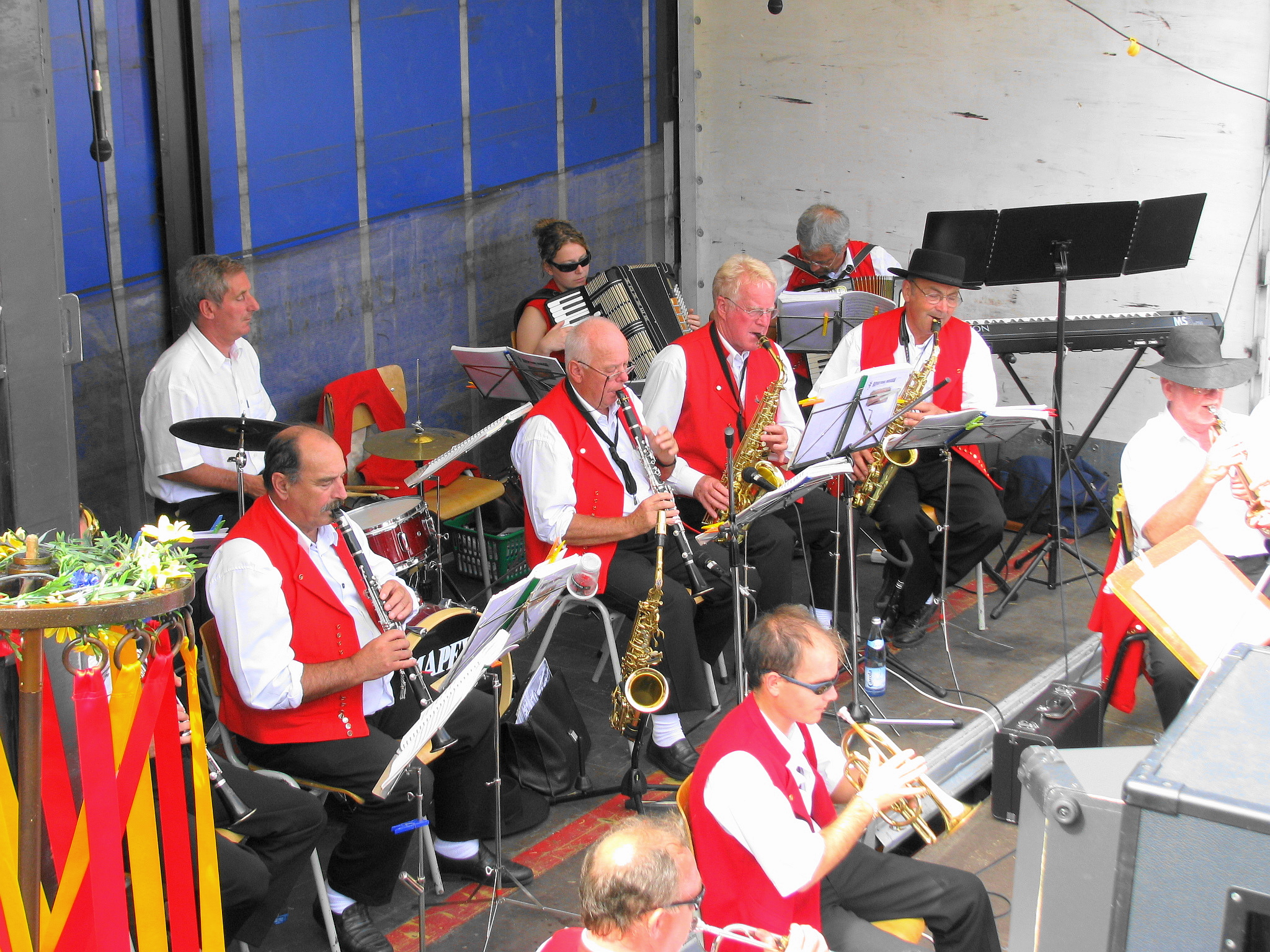
بلوسموسيك

## الموسيقى الكلاسيكية
- شفايتسر

ويعد ألبرت شفايتزر الذي كان فيلسوف وطبيب وموسيقي وعازف أرغن أحد أهم الشخصيات في الموسيقى الألزاسية، كان شفايتسر ابن قس، منغمسًا في موسيقى الأرغن وفي وقت مبكر جدًا ركز على إرث يوهان سيباستيان باخ.
على الرغم من أنه لم يعمل الموسيقى الشعبية الألزاسية، بصفته ألزاسيًا، إلا أنه عمل في الحياة الموسيقية الشعبية، حيث قدم العديد من الحفلات الموسيقية في كل من كاتدرائية ستراسبورغ وفي كنائس كايزرسبرغ أو غونسباخ المتواضعة، على هامش جولاته الدولية.

## الموسيقى الشعبية:
- بلوسموزيك (موسيقى النفخ)

يطلق على الموسيقى النموذجية، التي تعزف خلال الاحتفالات الريفية بلوسموسيك أي موسيقى "النفخ"، وهي من إنتاج أوركسترا من الآلات الموسيقية. تتكون من خمسة عشر إلى ثلاثين موسيقيًا (معظمهم يعزف في النحاس الأصفر وآلات النفخ والأكورديون وآلات الإيقاع).
- موسيقى الروك

في السنوات الأخيرة، ظهر الروك الألزاسي" الذي دمجت فيه الموسيقى التقليدية الألزاسية مع الإيقاعات الجنونية. ومن أشهر تلك المجموعات ام سيني من رانس، هوبلا كايز، وبريتزل. يستفيد هؤلاء الموسيقيون الغير المعروفين خارج مقاطعة ألزاس من دعم الجمهور المحلي الذي يتواصل معهم عبر الإنترنت أو أثناء الحفلات الموسيقية.

## روابط خارجية
- Portail culturel d'Alsace
- Réflexions
- Fédération des sociétés de musique d'Alsace